# 八幡神社 (津山市志戸部)
八幡神社（はちまんじんじゃ）は、岡山県津山市志戸部にある神社。

## 祭神
主祭神
誉田別尊（ほむたわけのみこと）

## 歴史

### 概史
創建年代は不詳であるが、仁徳帝の時代に帰化した秦氏の祖を祀ったと伝えられている。